# Platysenta illicita
Platysenta illicita là một loài bướm đêm trong họ Noctuidae.